# Alison Branfield
Alison Jean Branfield, geborene Alison Jean Glenie (* um 1945), ist eine neuseeländische Badmintonspielerin. 

## Karriere
Alison Glenie wurde in Neuseeland fünfmal Einzel-, neunmal Doppel- und neunmal Mixedmeisterin. Viermal startete sie bei den Commonwealth Games. Von 1965 bis 1978 war sie neuseeländische Nationalspielerin.

## Sportliche Erfolge
| Saison | Veranstaltung                 | Disziplin   | Platz | Name                                   |
| ------ | ----------------------------- | ----------- | ----- | -------------------------------------- |
| 1964   | Neuseeländische Meisterschaft | Mixed       | 1     | Richard Purser / Alison Glenie         |
| 1966   | Neuseeländische Meisterschaft | Mixed       | 1     | Richard Purser / Alison Glenie         |
| 1967   | Neuseeländische Meisterschaft | Mixed       | 1     | Richard Purser / Alison Glenie         |
| 1967   | Neuseeländische Meisterschaft | Dameneinzel | 1     | Alison Glenie                          |
| 1969   | French Open                   | Damendoppel | 1     | Julie Rickard / Alison Jean Glenie     |
| 1973   | Neuseeländische Meisterschaft | Mixed       | 1     | Richard Purser / Alison Jean Branfield |
| 1973   | Neuseeländische Meisterschaft | Dameneinzel | 1     | Alison Jean Branfield                  |